# Alexis Taylor
Alexis Taylor (Londres, 20 de abril de 1980) es un cantante, compositor y músico inglés. Es conocido por ser la voz líder, tecladista y guitarrista de la banda Hot Chip. También es el tecladista de la agrupación About Group. Además, ha lanzado material en solitario.

## Carrera
Taylor formó Hot Chip con Joe Goddard mientras estaba en la Escuela Secundaria Elliot en el área de Putney en Londres. Estudió inglés en Jesus College, Cambridge de 1999 a 2002, tiempo durante el cual Hot Chip tocó en una variedad de conciertos (con varias alineaciones) en lugares de música en vivo de Cambridge. En 2007, Taylor y Hot Chip produjeron un álbum de dos canciones, Doubleshaw, como Booji Boy High bajo los seudónimos de Georgios Panayiotou y Mother Markzbow. El nombre Booji Boy proviene del personaje creado por Devo.
Después del lanzamiento del segundo álbum de estudio  de Hot Chip, The Warning, Taylor publicó su primer álbum de estudio en solitario, Rubbed Out, en 2008. El mismo año formó el cuarteto About Group con el pianista de Spring Heel Jack Jon Coxon, el pianista Pat Thomas y el anterior baterista de la agrupación This Heat Charles Hayward.
Un EP en solitario, Nayim from the Halfway Line, fue lanzado por el sello Domino Recording Company en 2012, y en 2014 el mismo sello lanzó el álbum Await Barbarians.
En junio de 2016, Taylor lanzó Piano, el álbum de seguimiento de Await Barbarians. En marzo de 2017 se lanzó un álbum complementario, Listen With (out) Piano, que presenta reelaboraciones de pistas de Piano con otros músicos; ambos álbumes se pueden reproducir por separado o al mismo tiempo.
En febrero de 2018, Taylor anunció su nuevo álbum, Beautiful Thing. El álbum fue producido por Tim Goldsworthy, cofundador de DFA Records.

## Discografía
- 2008: Rubbed Out
- 2014: Await Barbarians
- 2016: Piano
- 2017: Listen With (out) Piano
- 2018: Beautiful Thing
- 2021: Silence